# Gerätestecker

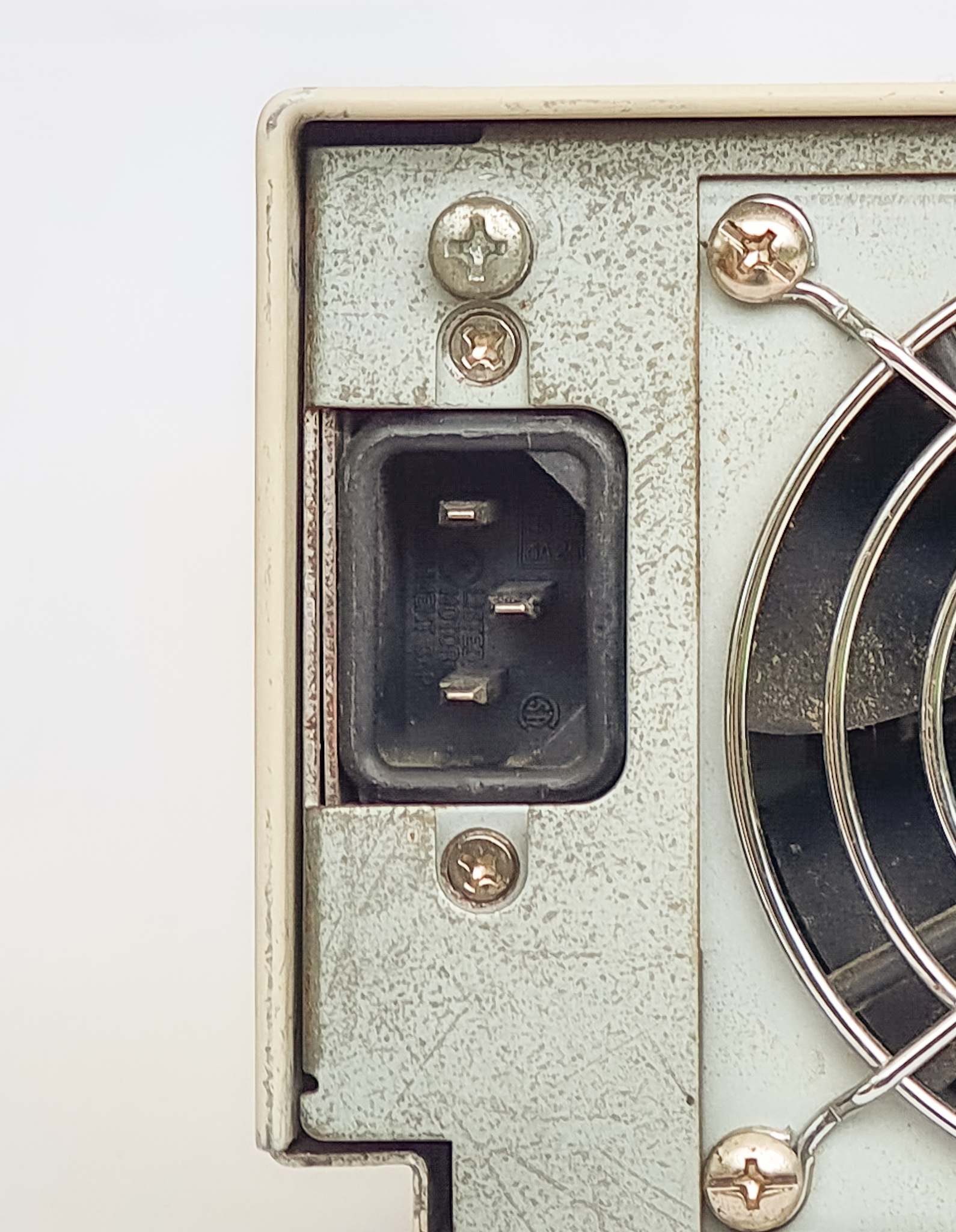
Einbaustecker für Kaltgeräte (IEC 60320) C14 in einem Computer

Als Gerätestecker werden gemäß VDE 0623 Steckverbinder mit Kontaktstiften für Netzspannung im Niederspannungsnetz bezeichnet, die direkt in die Endgeräte eingebaut werden und der Stromversorgung dieser elektrischen Verbraucher dienen. Daran passen Gerätekupplungen mit einem Netzstecker an der Stromversorgungsseite. Allgemein wird ein weiblicher Steckverbinder als Buchse, Dose oder Kupplung und ein männlicher Steckverbinder mit Stiften als Stecker bezeichnet.
Steckverbinder sind international durch die IEC genormt. Einphasige Ausführungen sind in der Norm IEC 60320 festgelegt und im Folgenden in diesem Artikel auch einige ältere nationale Normen beschrieben. Daneben existieren weltweit ältere abweichende nationale Normen. Gerätestecker und -steckdosen für Dreiphasenwechselstrom sind in der Norm IEC 60309 beschrieben.

## Allgemeines
Entsprechende Netzanschlussleitungen bestehen aus einer flexiblen Netzzuleitung, die an einer Seite mit einem Netzstecker für das Niederspannungsnetz (in Europa beispielsweise Schuko, SEV 1011, BS 1363, in Amerika Stecker-Typ B) versehen ist, und an der anderen Seite mit einer Kupplungsdose („weibliche“, berührungsgeschützte Gerätekabelkupplung) verbunden ist. Diese Bauweise ermöglicht den Austausch des Anschlusskabels, die Netztrennung des Gerätes oder die Auslieferung gleichartiger Geräte mit unterschiedlichen Geräteanschlussleitungen für Steckverbindersysteme verschiedener Länder. Die (spannungsführenden) Kontakte der Kupplungen sind durch Isolierung und eine entsprechende Bauform gegen versehentliches Berühren geschützt. Die Stifte der Stecker sind im ungesteckten Zustand spannungslos. Umgangssprachlich wird die Kupplung eines Anschlusskabels manchmal auch als „Stecker“ bezeichnet, was zu Verwirrung führen kann.
Um mehrere Geräte von einem Gerät aus gemeinsam zu schalten, werden auch Netzanschlusskabel mit beidseitiger Gerätesteckverbindung (1 × „männlich“, 1 × „weiblich“) gefertigt. Die Steckrichtung ist immer so gewählt, dass stets Berührungsschutz gewährleistet ist; das speisende Gerät trägt also eine Einbaubuchse (weiblich), das gespeiste Gerät einen Einbaustecker (männlich).
Im Rahmen der IEC 60320 werden die verschiedenen Kupplungen und Einbaustecker mit einem Buchstaben C gefolgt von einer Zahl bezeichnet. Dabei werden die Kupplungen mit ungeraden Nummern und die dazu passenden Einbaustecker mit der darauf folgenden geraden Zahl bezeichnet.

## Tabellarische Übersicht
| Bezeichnung | Bezeichnung | Kupplung               | Kontakt- abstand | Schutzklasse/ Erdungs- anschluss | Pola- rität geg.? | max. Strom | max. Tempe- ratur | Bemerkungen/Beispiele |
| Kupp- lung  | Ste- cker   | nicht maß- stabsgetreu | Kontakt- abstand | Schutzklasse/ Erdungs- anschluss | Pola- rität geg.? | max. Strom | max. Tempe- ratur | Bemerkungen/Beispiele |
| ----------- | ----------- | ---------------------- | ---------------- | -------------------------------- | ----------------- | ---------- | ----------------- | --- |
| C1          | C2          |                        | ↔ 6,6 mm         | / Nein                           | Nein              | 0,2 A      | 70 °C             | Rasierapparate |
| C3          | C4          |                        | ↔ 10 mm          | / Nein                           | Geräteseitig*     | 2,5 A      | 70 °C             | Wird nicht mehr im IEC-Standard geführt. |
| C5          | C6          |                        | ↔ 10 mm ↕ 4,5 mm | / Ja                             | Geräteseitig*     | 2,5 A      | 70 °C             | Monitore, Laptops und Netzteile: Als „Mickey-Mouse“- oder „Kleeblatt“-Stecker bekannt.                                                                     |
| C7          | C8          |                        | ↔ 8,6 mm         | / Nein                           | Nein              | 2,5 A      | 70 °C             | Kleingerätesteckverbindung Haushalts-, Audio- und Videogeräte, Rasierapparate                                                                              |
| C7P         | C8P         |                        | ↔ 8,6 mm         | / Nein                           | Geräteseitig*     | 2,5 A      | 70 °C             | Rechteckige Seite ist Außenleiter. |
| C9          | C10         |                        | ↔ 10 mm          | / Nein                           | Nein              | 6 A,0      | 70 °C             | Steckverbinder bei Geräten von Roland, Revox und deutschen öffentlichen Telefonen                                                                          |
| C11         | C12         |                        | ↔ 10 mm          | / Nein                           | Geräteseitig*     | 10 A,0     | 70 °C             | ähnlich wie C9, wird nicht mehr im IEC-Standard geführt.                                                                                                   |
| C13         | C14         |                        | ↔ 14 mm ↕ 4 mm   | / Ja                             | Geräteseitig*     | 10 A,0     | 70 °C             | Kaltgerätesteckverbindung |
| C15         | C16         |                        | ↔ 14 mm ↕ 4 mm   | / Ja                             | Geräteseitig*     | 10 A,0     | 120 °C            | Warmgerätesteckverbindung |
| C15A        | C16A        |                        | ↔ 14 mm ↕ 4 mm   | / Ja                             | Geräteseitig*     | 10 A,0     | 155 °C            | Heißgerätesteckverbindung |
| C17         | C18         |                        | ↔ 14 mm ↕ 4 mm   | / Nein                           | Geräteseitig*     | 10 A,0     | 70 °C             | Kaltgerätesteckverbindung. Zum zweipoligen Stecker (C18) passt die Kupplung (C13), umgekehrt passt die Kupplung (C17) nicht zum dreipoligen Stecker (C14). |
| C19         | C20         |                        | ↔ 13 mm ↕ 8 mm   | / Ja                             | Geräteseitig*     | 16 A,0     | 70 °C             | Kaltgerätesteckverbindung, IT-Bereich. Höhere Belastbarkeit                                                                                                |
| C21         | C22         |                        | ↔ 13 mm ↕ 8 mm   | / Ja                             | Geräteseitig*     | 16 A,0     | 155 °C            | Heißgerätesteckverbindung |
| C23         | C24         |                        | ↔ 13 mm ↕ 8 mm   | / Nein                           | Geräteseitig*     | 16 A,0     | 70 °C             | Kaltgerätesteckverbindung. |

*Geräteseitig: Da bei einem Schuko-Stecker die Polarität nicht gegeben ist, kann durch umdrehen des Steckers die Polarität nicht garantiert werden. Im Falle einer CEE-Steckverbindung nach der IEC 60309-Norm entfällt dieser Hinweis.
In Nordamerika werden die Stecker/Buchsen durch die Underwriters Laboratories zertifiziert.

Die dort erlaubten Stromstärken, bei kompatibler Bauform, weichen zum Teil drastisch von denen der IEC ab.
- C5/C6: bis 13 A (statt 2,5 A)
- C7/C8: bis 10 A (statt 2,5 A)
- C13/C14 und C15/C16: bis 15 A (statt 10 A)
- C19/C20 und C21/C22: bis 20 A (statt 16 A)

## „Rasiererkupplung“ (IEC-60320 C1)

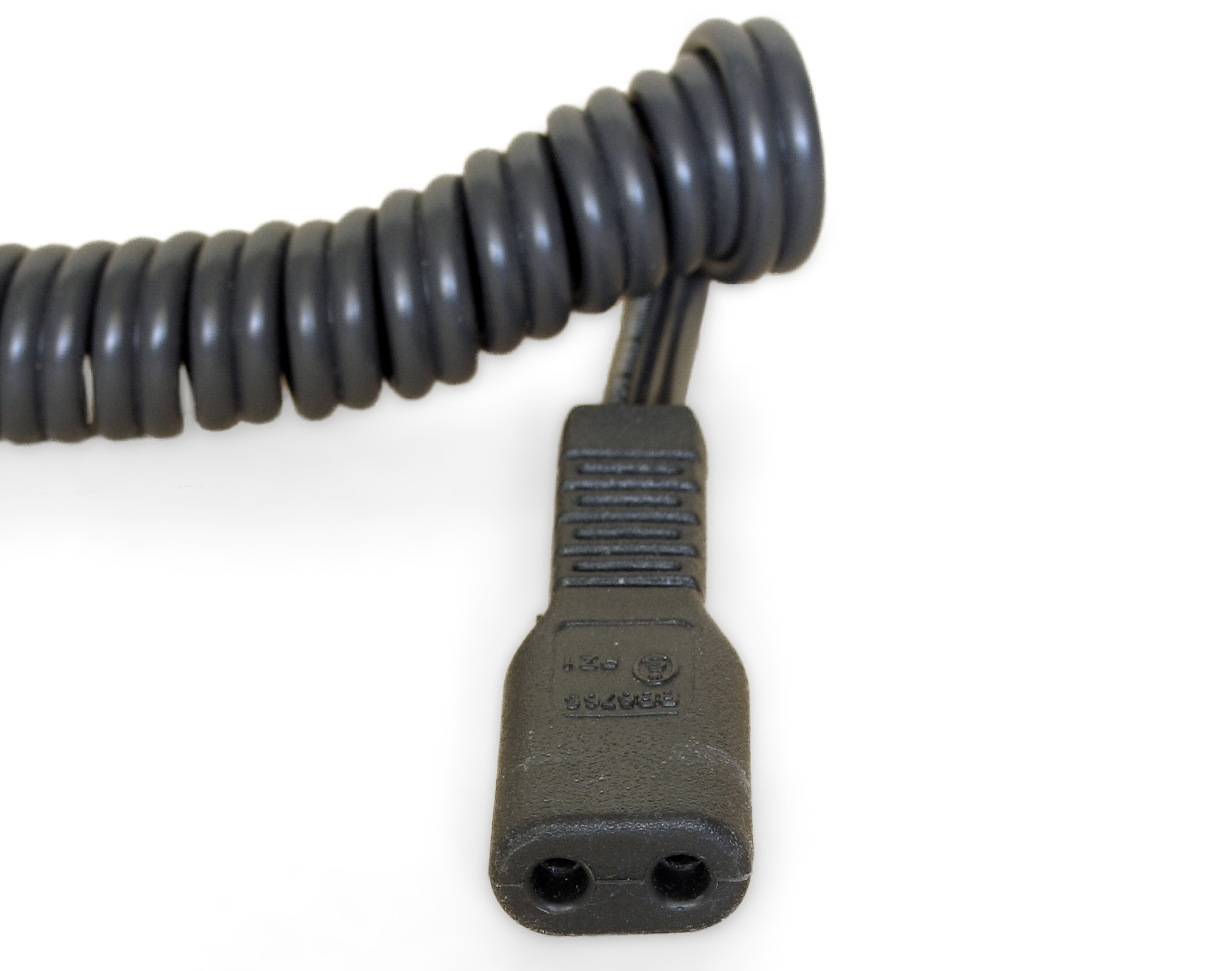
„Rasiererkupplung“ mit Spiralkabel

Sie ist der Kleingerätekupplung C 7 IEC-60320-7 ähnlich, aber ohne Führungskerben und mit geringerem Kontaktabstand. Mit einer zulässigen Stromstärke von 0,2 A und maximal 70 °C ist sie für Kleingeräte geringer Leistungsaufnahme geeignet. Die verbreitetste Verwendung ist an elektrischen Rasierapparaten.
Akkuladegeräte von Funkgeräten nutzen in einigen Fällen auch einen C2-Einbaustecker.  Bei Kleingeräten für Mischbetrieb am Netz oder mit eingelegten Batterien betätigt die Kupplung am Einbaustecker einen Schaltkontakt, der die Batterie vom Gerät trennt.

## „Kleeblattkupplung“ (IEC-60320 C5/C6)

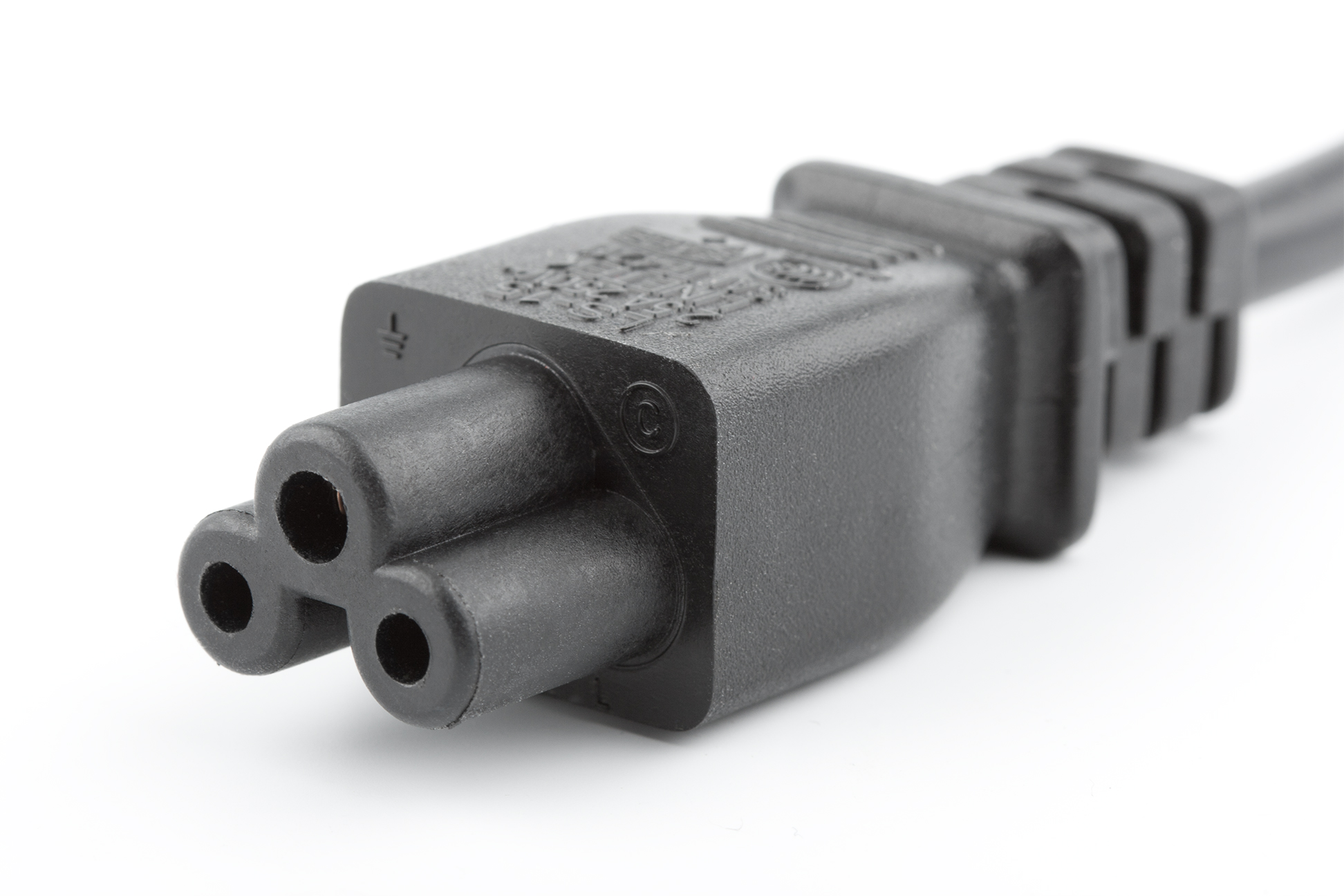
Kleeblattkupplung

Dieser Typ findet meist bei Laptop-Netzteilen (Notebookstecker TC-09) sowie neuerdings bei Videoprojektoren und Computerbildschirmen Anwendung. Der maximal zulässige Stromdurchfluss beträgt 2,5 Ampere, die Stifttemperatur max. 70 °C. Die Kupplung besitzt einen Schutzleiter. Die offizielle Bezeichnung in Deutschland ist DIN VDE 0625, Teil 1, Normblatt C5, umgangssprachlich wird diese Kupplung wegen ihrer Form auch „Kleeblatt-“ oder „Micky-Maus-Stecker“ (bzw. -Kupplung) genannt.
Sind eingangsseitig am Kabel symmetrische Schukostecker angebracht, so ist trotz Farbkennzeichnung der Kabeladern eine Zuordnung von Neutral- und Außenleiter nicht gegeben.
IEC-60320-C5 beschreibt die Kupplung, IEC-60320-C6 beschreibt den Geräteeinbaustecker.

## „Kleingerätekupplung“ (IEC-60320 C7/C8)

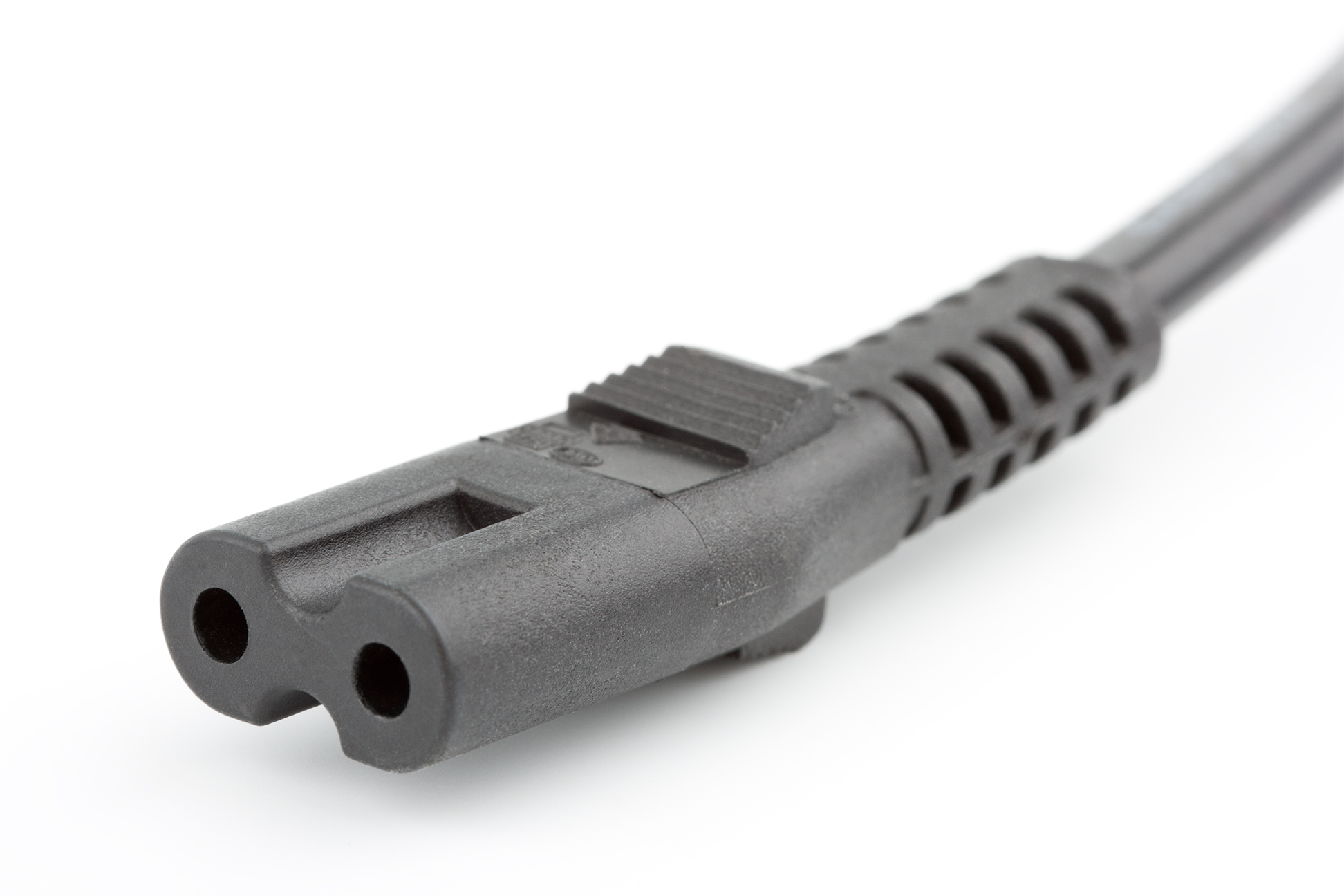
Kleingerätekupplung

Diese „Kupplung für Kleingeräte, Europaausführung“ (Kabel mit dieser Kupplung sind auch bekannt als „Euro-Netzkabel“) ist nach VDE für elektrische Verbraucher bis 2,5 A der Schutzklasse II für einen Betrieb bis maximal 70 °C zugelassen.
Der zugehörige Einbaustecker findet bei zahlreichen Kleingeräten Anwendung und wird daher gewöhnlich als „Kleingerätestecker“ bezeichnet. Er besitzt keine Erdverbindung und wird wegen seiner zweipoligen taillierten Form auch gelegentlich als „liegende Acht“ beschrieben. In Großbritannien wird er häufig als „figure of eight“, in den USA als „shotgun“ bezeichnet.
In einigen Ländern (wie z. B. Japan, Großbritannien und USA) ist eine Variante üblich, die durch eine einseitig rechteckige Formgebung nur in einer Richtung eingesteckt werden kann. Der rechteckige Anschluss ist dabei für die Phase, der gerundete für den Neutralleiter vorgesehen, was zu einem Sicherheitsrisiko führen kann, wenn ein Gerät, das diese Zuordnung erwartet, stattdessen mit einem nicht polarisierten Netzkabel verwendet wird.
An Netzteilen der Firma Apple findet sich eine abgewandelte Variante. Nur auf einer Seite ist eine Nut, die andere Seite der Buchse ist gerade ausgebildet. Es passen aber auch Stecker im Liegende-8-Format hinein.
Kleingeräte-Einbaustecker an wahlweise batteriebetriebenen Geräten besitzen häufig einen Kontaktsatz, der beim Einstecken betätigt wird und die Batterie vom Gerät trennt (Schaltbuchse).
Der entsprechende Stecker zu dieser Buchse/Kupplung ist in der Norm IEC-60320-C8 festgeschrieben.

## Kaltgerätestecker (IEC-60320 C13/C14)

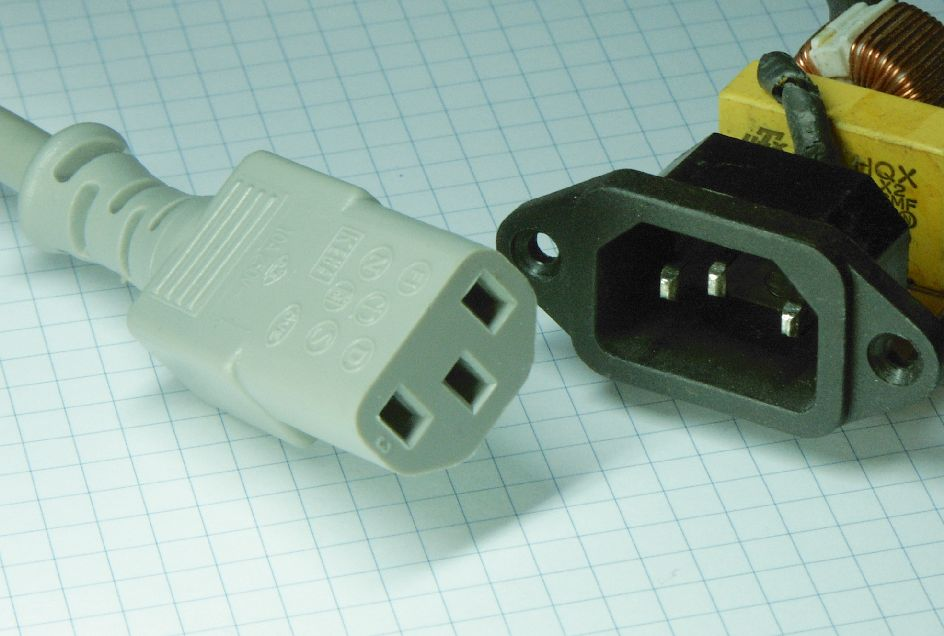
Kaltgerätekupplung grau (C13) und Kaltgeräteeinbaustecker schwarz (C14), übliche dreipolige Ausführung
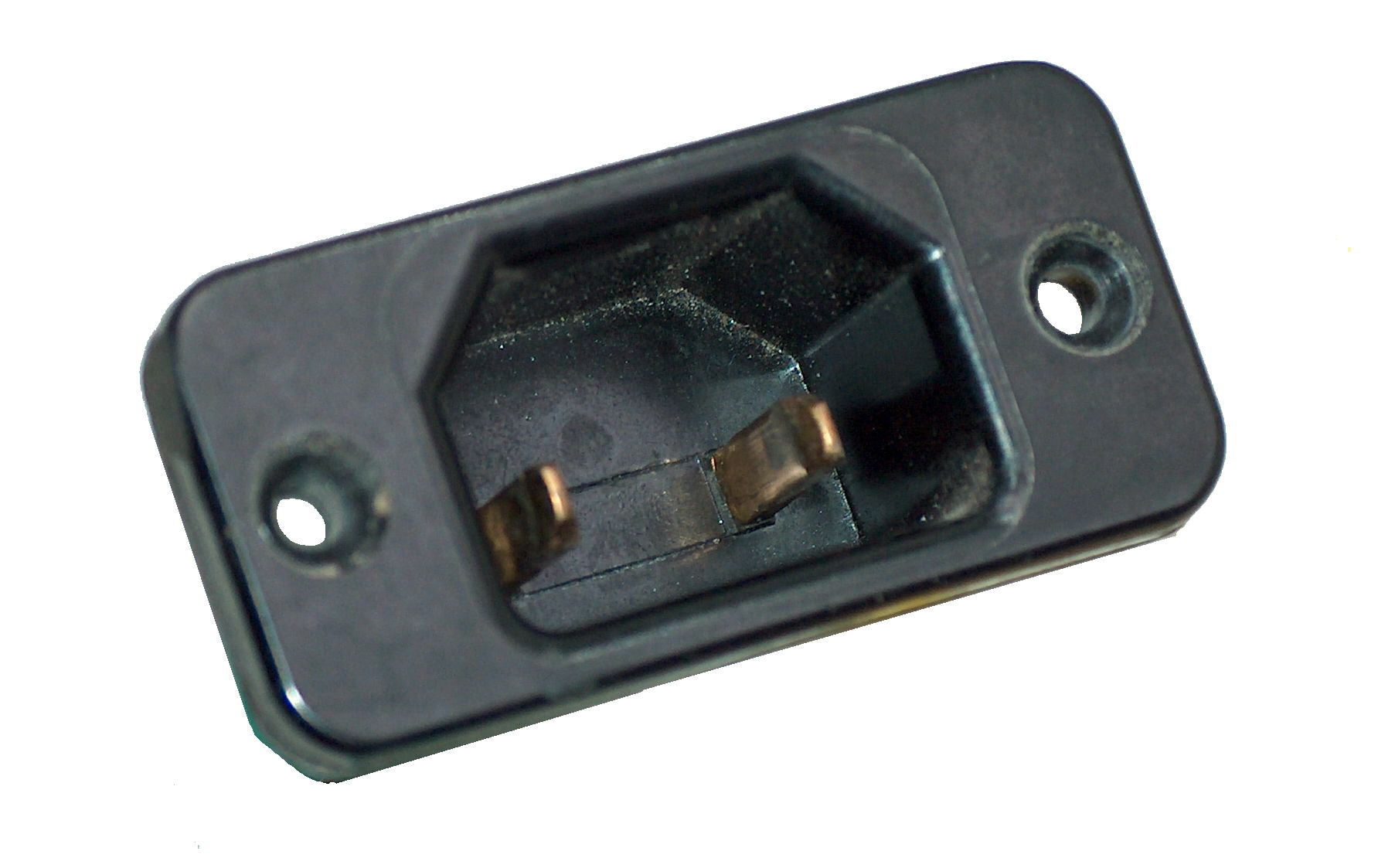
Kaltgeräteeinbaustecker (zweipolig, ungeerdet, C18)
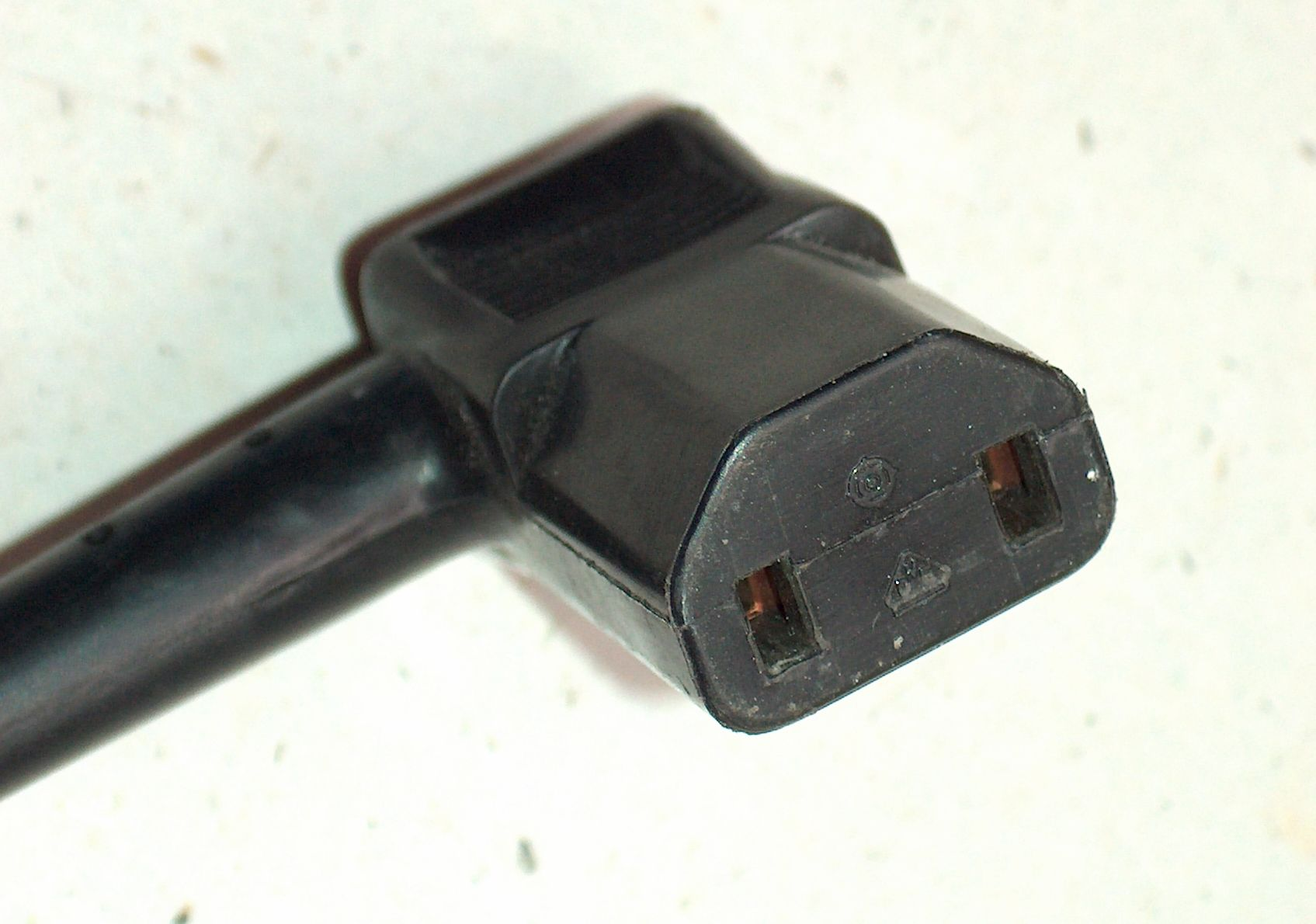
Kaltgerätekupplung (zweipolig, ungeerdet, C17)

Kaltgerätestecker nach der Norm IEC 60320 C14 werden für den Stromanschluss von Geräten verwendet, welche im Betrieb keine nennenswerte Wärme entwickeln (z. B. Computer, Peripheriegeräte etc.). Die maximale Temperatur an den Verbindungsstiften des Steckers darf 70 °C nicht überschreiten. Der maximale Stromdurchfluss ist auf 10 A festgelegt. Anschlusskabel mit Kaltgerätekupplung passen nicht in Warm- oder Heißgeräte-Einbaustecker.
Das typische Anschlusskabel für Kaltgeräte hat an einem Ende einen landesspezifischen Stecker, welcher in die jeweilige Steckdose gesteckt wird, oder einen C14-Stecker, und am anderen Ende eine Kaltgerätekupplung. Die Kaltgerätekupplungen/-buchsen sind dreipolig, mit Außenleiter, Neutralleiter und Schutzleiter. Seltener trifft man die zweipolige Variante ohne Schutzleiter an. Konfektionierte Kabel mit fest angearbeiteter Kaltgerätekupplung werden auch als Kaltgerätekabel bezeichnet.
Die internationale Norm für die Kaltgerätekupplung („Weibchen“) ist die IEC 60320-C13, welche sich in der deutschen DIN VDE 0625, Teil 1, Normblatt C13, wiederfindet. Der Geräteeinbaustecker („Männchen“) hat die Bezeichnung C14. Für die seltene ungeerdete zweipolige Variante sind die Bezeichnungen C17 (Kupplung) bzw. C18 (Geräteeinbaustecker).
Belegung
Blickt man von vorne auf die Kupplung, Erdleiter oben, so ist der Außenleiter (die „Phase“) rechts. Bei Anschlusskabeln mit einem symmetrischen Stecker am anderen Ende (z. B. Schuko), ist diese Belegung natürlich nicht garantiert bzw. irrelevant.

## Warm- und Heißgerätestecker (IEC-60320 C15/C16 und C15A/C16A)

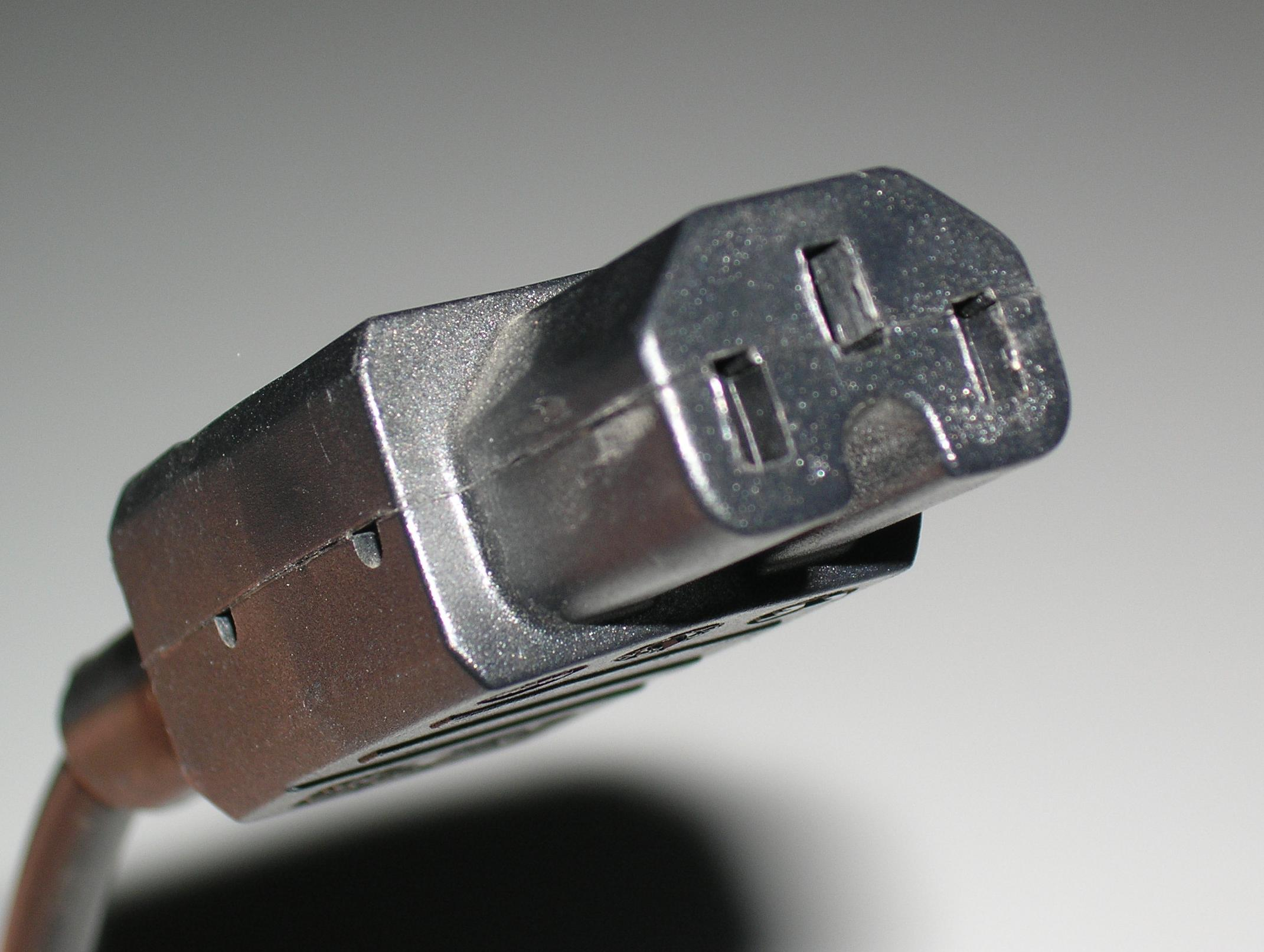
Warmgerätekupplung mit untenliegender Aussparung

Warmgerätestecker (C15/C16) oder Heißgerätestecker (C15A/C16A) werden für wärmeerzeugende Geräte wie mobile Kochplatten, Industriestaubsauger, Waffeleisen oder Bügeleisen älterer Bauart und Switches (Netzwerkverteiler) neuester Bauart mit abnehmbarer Zuleitung verwendet. Die Stecker (im Gerät) und Kupplungen (an der Zuleitung) bestehen aus Keramik, Metall oder wärmefestem Kunststoff (früher wurde auch Bakelit verwendet). Warmgerätestecker sind für den Betrieb bis 120 °C und eine Stromstärke bis 10 A zugelassen, während Heißgerätestecker für Verbraucher mit einer Betriebstemperatur von bis 155 °C und bis 10 A verwendet werden können. Ihr Aussehen ähnelt dem eines Kaltgerätesteckers, allerdings besitzen sie zusätzliche Konturen, um eine Verwendung ungeeigneter Zuleitungen auszuschließen – die zugehörigen Warmgerätekupplungen haben eine Aussparung auf der Unterseite, Heißgerätekupplungen zusätzlich zwei weitere Aussparungen auf der Oberseite. Technisch liegt der Unterschied zwischen Kalt-, Warm- und Heißgerätekupplungen nur in den vorgesehenen Betriebstemperaturen und Warm- und Heißgerätkupplungen können daher auch in ein Gerät mit Kaltgerätestecker gesteckt werden. Der umgekehrte Fall, die Kaltgerätekupplung an ein Heißgerät anzuschließen, ist jedoch aufgrund der Steckerkontur nicht möglich, um eine dadurch bedingte Überhitzung der Zuleitung auszuschließen.
Die offizielle Bezeichnung für den Warmgerätestecker ist in Deutschland: DIN VDE 0625, Teil 1, Normblatt C15, für den Heißgerätestecker: Normblatt C15A. Ältere Bauform sind die Waffeleisenstecker.
Die Stecker und Kabelkupplungen sind dreipolig mit Außenleiter, Neutralleiter und Schutzleiter, eine Zuordnung Außenleiter/Neutralleiter besteht nicht, da die Kabelstecker am anderen Ende (bzw. auch der Waffeleisenstecker) symmetrisch sind.

## Kaltgerätestecker (IEC-60320 C19/C20)

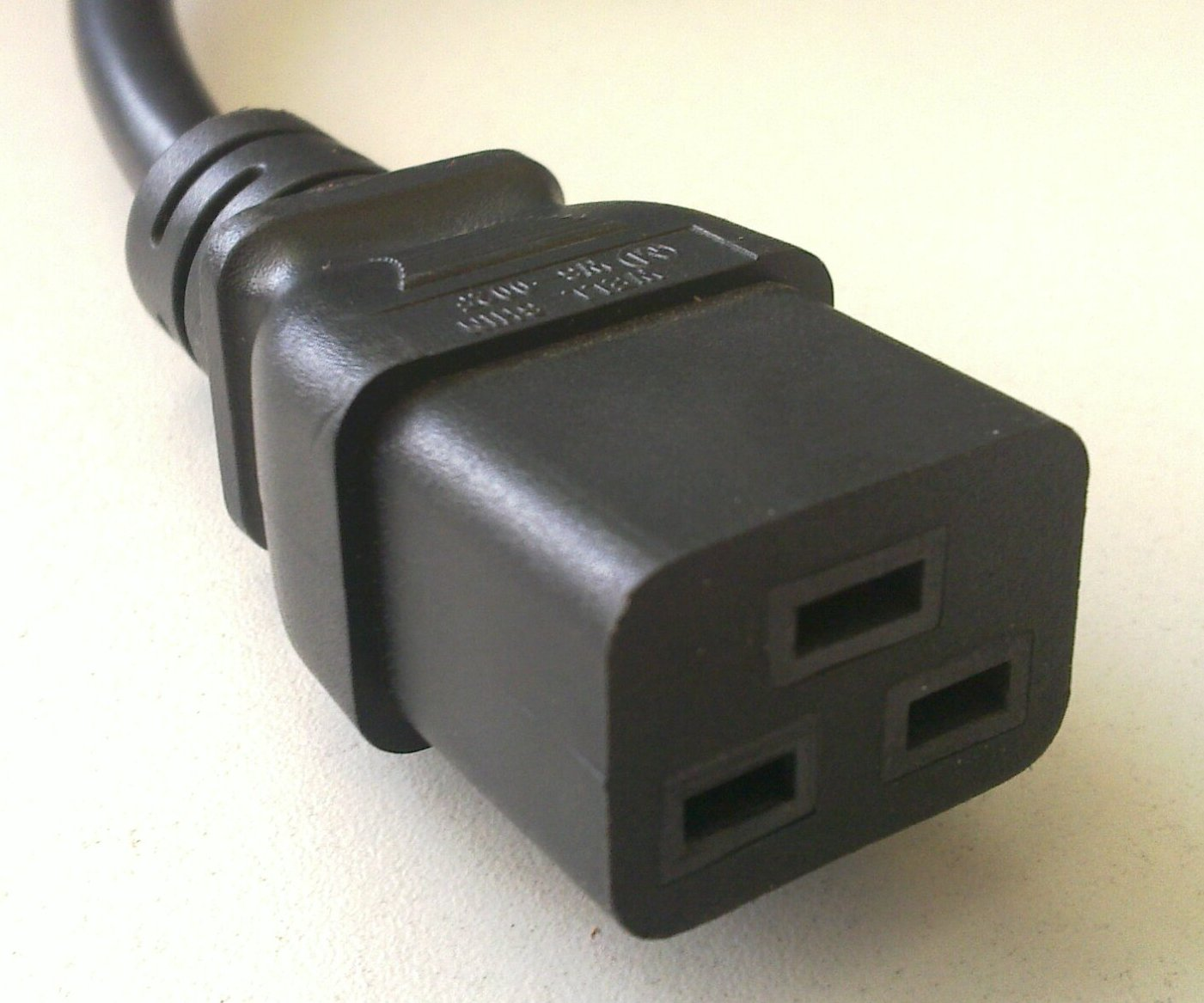
IEC 60320 C19

Des Weiteren gibt es eine Kaltgerätesteckervariante für 16 A. Sie ist etwas größer und die Kontakte sind um 90° gedreht. Die Bezeichnung C19 beschreibt die Kupplung, C20 den Einbaustecker. Zur Anwendung kommen C20-Stecker z. B. in Bladeserver-Chassis, die (insbesondere bei 110 V) häufig mehr als 10 A benötigen. Anschlusskabel haben typischerweise auf der einen Seite eine C19-Kupplung und münden auf der anderen Seite in einem blauen L+N+PE,6h-Stecker für 230 V und 16 A gemäß IEC 60309.

## Vorläufer „Waffeleisenstecker“

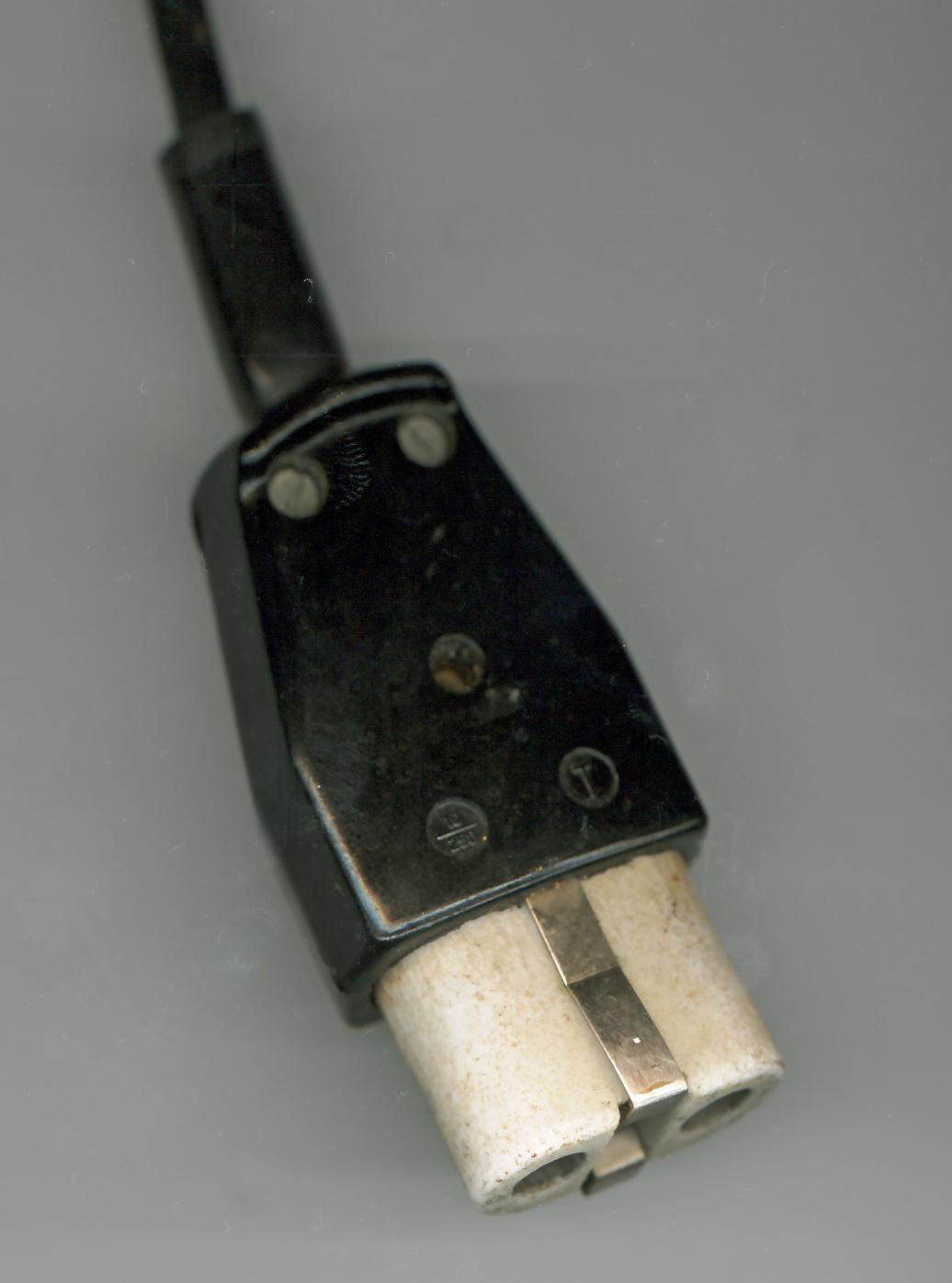
Porzellannetzstecker (dargestellt ist die Kupplung)

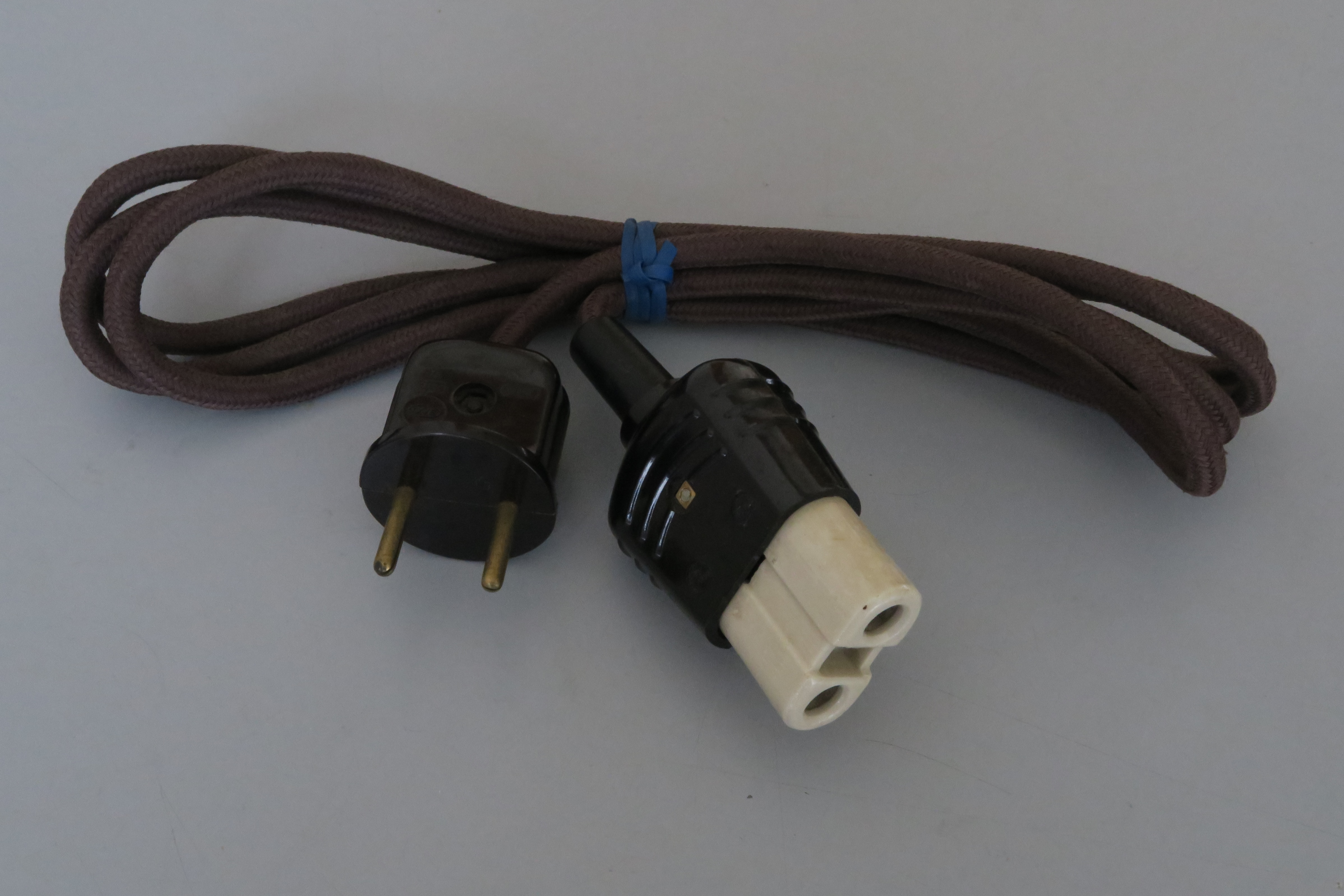
Bakelitstecker

Vor Einführung von Steckverbindern nach IEC 60320 in Deutschland waren für den Betrieb von Heißgeräten Steckverbindungen nach DIN 49491 üblich. Dieser Steckverbinder wurde häufig an Waffeleisen, Bügeleisen, Wasserkochern, Samowaren und Diaprojektoren, seltener auch Staubsaugern, Rechenmaschinen und Tonbandgeräten verwendet, daher wird diese Kupplung auf Grund ihrer bekanntesten Verwendung auch „Bügeleisen-“ oder „Waffeleisenstecker“ genannt.
Die Kupplung dieses Typs wiesen üblicherweise zum Gerät hin einen Porzellanisolator mit einer äußeren, federnden Stahlzunge zur Herstellung des Schutzkontakts (siehe Bild) auf. Die Griffseite besteht meist aus einem Bakelitgehäuse mit einer Knickschutztülle aus Gummi. Bei älteren Steckern für lediglich zweiadrige Anschlusskabel kann die Schutzkontaktzunge auch fehlen. Als Kabel für Heißgeräte werden meist textil- oder gummiummantelte Gummiaderleitungen eingesetzt, wobei die Zuordnung von Neutral- und Außenleiter durch das symmetrische Steckbild nicht gegeben ist. Die Stecker wurden auch mit integriertem Netzschalter hergestellt, da viele der zugehörigen Geräte (z. B. Bügel- oder Waffeleisen) seinerzeit nicht mit einem eigenen Schalter versehen waren.
Geräteseitig wurde ein fest mit dem Gerät verbundener Einbaustecker verwendet, dessen äußere Metallhülle den Schutzkontakt herstellte, während zwei aus dem Boden des Steckers ragende Metallstifte den eigentlichen elektrischen Kontakt herstellten.
Industrievarianten des „Waffeleisensteckers“ mit Porzellan-Kupplung und Metall-Einbaustecker wurden (und werden) bei älteren Anlagen in der kunststoffverarbeitenden Industrie zum Anschluss von Heizbändern bei Extrudern, Spritzgießmaschinen, beheizten Duroplast-Pressformen, Lötbädern und ähnlichen Geräten verwendet.
Dieser Gerätestecker weist Sicherheitsrisiken auf:
- Bedingt durch das Alter der heute noch existierenden Kupplungen ist die Isolierung des Kabels oft brüchig, wodurch es zu bloßliegenden stromführenden Leitern und Kurzschlüssen kommt. Daher sollte zumindest das Kabel überprüft und ggf. erneuert werden.
- Die Kontakte der Kupplung weisen annähernd den gleichen Abstand wie die Steckkontakte eines Schutzkontakt-Steckers auf, sodass die Kabel als Verlängerungskabel zweckentfremdet werden können. Dabei wird die Schutzerdung unterbrochen, der Berührungsschutz vor den stromführenden Kontakten fehlt und die kleineren Steckerstifte des Schukosteckers haben Kontaktprobleme.
- Das Porzellan des Steckteils ist naturgemäß bruchempfindlich, fällt z. B. ein solcher Stecker auf einen harten Fußboden, kann das Material wegbrechen, so dass stromführende Teile freiliegen und versehentlich berührt werden können.

## Vorläufer des Kaltgerätesteckers

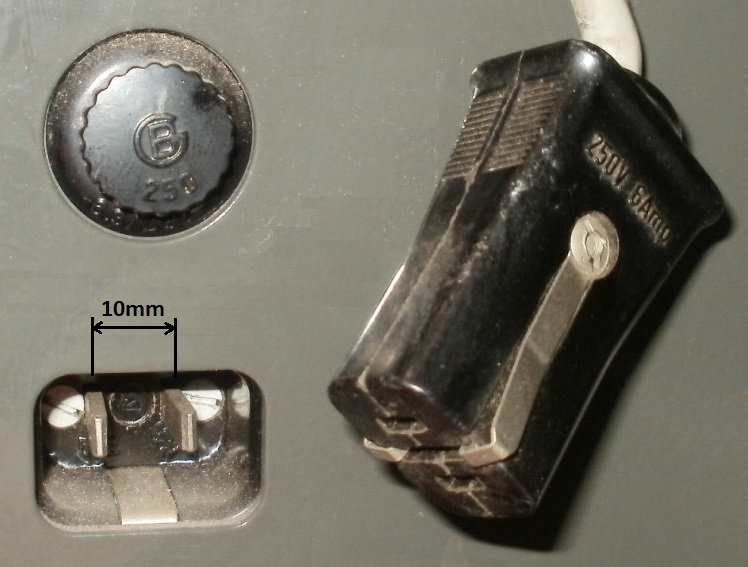
Alte Kaltgeräte-Steckverbindung:
ähnlich C9/C10, aber mit Schutzkontakt

Eine der C9/C10-Norm ähnliche Verbindung, jedoch mit Schutzleiter, gab es bis in die 1960er Jahre. Die Gerätestecker fanden sich unter anderem an Audiogeräten, Kinoprojektoren oder elektrischen Laborgeräten. Sie sind für maximal 6 A spezifiziert und weisen einen Kontaktabstand von 10 mm auf. Der Schutzleiter wird ähnlich wie beim alten Heißgerätestecker mit Blechlaschen übertragen. Das Gehäuse ist aus Bakelit, vereinzelt auch aus weißem Meladur (Aminoplast), aber auch aus PVC am Kabel angespritzt, entsprechend aktueller Kaltgerätekabel.

## Globale Harmonisierung
Die IEC 60320 wird mit kleinen Abweichungen von Kanada und den USA übernommen.